# Selante
Selante is een bestuurslaag in het regentschap Sumbawa van de provincie West-Nusa Tenggara, Indonesië. Selante telt 1922 inwoners (volkstelling 2010).